# Ween
Ween är ett amerikanskt band i genren alternativ rock bildat 1984 i New Hope, Pennsylvania av barndomsvännerna Aaron Freeman (mer känd som Gene Ween) och Mickey Melchiondo (mer känd som Dean Ween). Deras mest framgångsrika låt är "Push th' Little Daisies", som 1993 blev en hit i USA, Australien och Nya Zeeland.
Förutom alternativ rock är Weens musik även inspirerad av till exempel funk, soul, country, gospel, progressiv rock, R&B, heavy metal och punkrock.  Efter att Ween varit aktivt i 28 år lämnade Freeman bandet på grund av sitt alkohol- och drogberoende. Ween återförenades 2015.

## Medlemmar
Nuvarande medlemmar
- Dean Ween (Mickey Melchiondo) – gitarr, sång (1984–2012, 2015–)
- Gene Ween (Aaron Freeman) – gitarr, sång (1984–2012, 2015–)
- Dave Dreiwitz – bas (1997–2012, 2015–)
- Claude Coleman, Jr. – trummor (1994-2012, 2015–)
- Glenn McClelland – keyboard (1994–2012, 2015–)

Tidigare medlemmar
- Andrew Weiss –producent (1989–2007), bas (1989–1997)

## Diskografi
Studioalbum
- 1990 – GodWeenSatan: The Oneness
- 1991 – The Pod
- 1992 – Pure Guava
- 1994 – Chocolate and Cheese
- 1996 – 12 Golden Country Greats
- 1997 – The Mollusk
- 2000 – White Pepper
- 2003 – Quebec
- 2007 – La Cucaracha

Livealbum
- 1999 – Paintin' the Town Brown: Ween Live 1990–1998
- 2001 – Live in Toronto Canada
- 2002 – Live at Stubb's
- 2003 – All Request Live
- 2004 – Live in Chicago
- 2008 – At the Cat's Cradle, 1992
- 2016 – GodWeenSatan Live

Samlingsalbum
- 1999 – Craters of the Sac
- 2005 – Shinola, Vol. 1

EP
- 2007 – The Friends EP